# Філіма Михайло Юрійович
Филима Михайло Юрійович (нар. 17 листопада 1982) — колишній український тенісист.
Найвищу одиночну позицію світового рейтингу — 574 місце досяг 14 червня 2004, парну — 288 місце — 10 квітня 2006 року.
Здобув 1 парний титул.

## Титули на челленджерах

### Парний розряд: (1)
| Рік  | Турнір           | Покриття | Партнер       | Суперники             | Рахунок  |
| ---- | ---------------- | -------- | ------------- | --------------------- | -------- |
| 2005 | Донецьк, Україна | Тверде   | Орест Терещук | Урос Віко Ловро Зовко | 6–2, 6–3 |